# Do Make Say Think
Do Make Say Think is een Canadese instrumentale post-rockgroep uit Toronto, Canada. 
De band werkt met jazzachtige percussie, vervormde gitaren, blaasinstrumenten en een overheersende basgitaar.

## Geschiedenis
De groep werd in 1995 opgericht als een opnameproject voor een Canadese jeugdtoneelproductie. Ze repeteerden hiervoor in een lege basisschoolruimte. De vier eenvoudige werkwoorden 'Do', 'Make', 'Say' en 'Think' stonden op de muren van de ruimte geschilderd en de band nam ze aan als hun bandnaam.
Spearin, Mitchell, en Benchetrit namen in 1997 samen onder de naam Microgroove een album op van hun synthesizer- en akoestische drum- en bassessies. Het album had een beperkte oplage.
De groep bestaat uit acht leden. Jason Mackenzie vertrok na opname van het tweede album. Justin Small speelt eveneens mee in het project Lullabye Arkestra, als drummer met zijn partner en bassist Katia Taylor.
Do Make Say Think wordt tijdens optredens gewoonlijk vergezeld door trompettist Brian Cram. Cram speelt ook samen met James Payment in de metalband Gesundheit.
Het nummer "Chinatown" van de plaat & Yet & Yet is te horen in de film Syriana met George Clooney.

## Discografie
- Do Make Say Think (1998)
- Besides (1999)
- Goodbye Enemy Airship the Landlord Is Dead (2000)
- & Yet & Yet (2002)
- Winter Hymn Country Hymn Secret Hymn (2003)
- You, You're a History in Rust (2007)
- Other Truths (2009)
- Stubborn persistent illusions (2017)

Deze kwamen allemaal uit op het in Montreal gevestigde onafhankelijke label Constellation Records, behalve 'Besides' dat enkel als vinyl op Resonant Records verscheen.